# مهمة صعبة (فلم)
مهمة صعبة فيلم مصري من إنتاج 2006.

## قصة الفيلم
تدور أحداث الفيلم حول شاب يحاول إنقاذ فتاة تتعرض للاغتصاب في منطقة المقطم، مما يؤدى إلى موت أحد الأشخاص عن طريق الخطأ ويتهم هذا الشاب بقتله، وتتطور الأحداث بعد ذلك لكشف مافيا تجارة المخدرات، ومافيا تجارة المبيدات السامة المؤدية إلى السرطان.

## الممثلون
- طارق علام
- مجدي كامل
- علا غانم
- دنيا عبد العزيز
- خالد الصاوي
- مروى
- عمرو مهدي
- سليمان عيد
- حجاج عبد العظيم
- هادي خفاجة
- فاتن شعبان
- جمال إسماعيل
- كريمة مختار
- سعيد صالح
- هشام عبد الحميد
- أحمد بدير
- صبري عبد المنعم

- احمد التهامي

## روابط خارجية
- مهمة صعبة على موقع IMDb (الإنجليزية)
- مهمة صعبة على موقع الدهليز
- مهمة صعبة على موقع قاعدة بيانات الأفلام العربية
- مهمة صعبة على موقع كينوبويسك (الروسية)